# 迟营镇
迟营镇，原为迟营乡，是中华人民共和国河南省周口市西华县下辖的一个乡镇级行政单位。2018年10月撤乡设镇。区划代码改为411622109 。

## 行政区划
迟营镇下辖以下地区：
孙庄村、理花园村、张庄村、薛湾村、高口村、杨楼村、闸口村、安庄村、大迟营村、前喜岗村、后喜岗村、朱庄村、椿树张村、石坡村、龙坡村、徐桥村、杨门村、顺河村、刘庄村、前丁营村、后丁营村、斜楼村和赵店村。